# تئاتر شهرداری سائو پائولو
تئاتر شهرداری سائو پائولو (به پرتغالی: Theatro Municipal de São Paulo) یکی از بناهای شاخص فرهنگی در سائو پائولو، برزیل است که در سال ۱۹۱۱ میلادی بنا شد. معماری تئاتر شهرداری سائو پائولو برعهده راموس دِ آزِوِدو بود و بر اساس تلفیقی از معماری رنسانس، معماری باروک و هنر نو ساخته‌شد.
هم‌اکنون این مکان، پذیرای اپرای سائو پائولو، ارکستر سمفونیک سائو پائولو و باله سائو پائولو است.

## نگارخانه

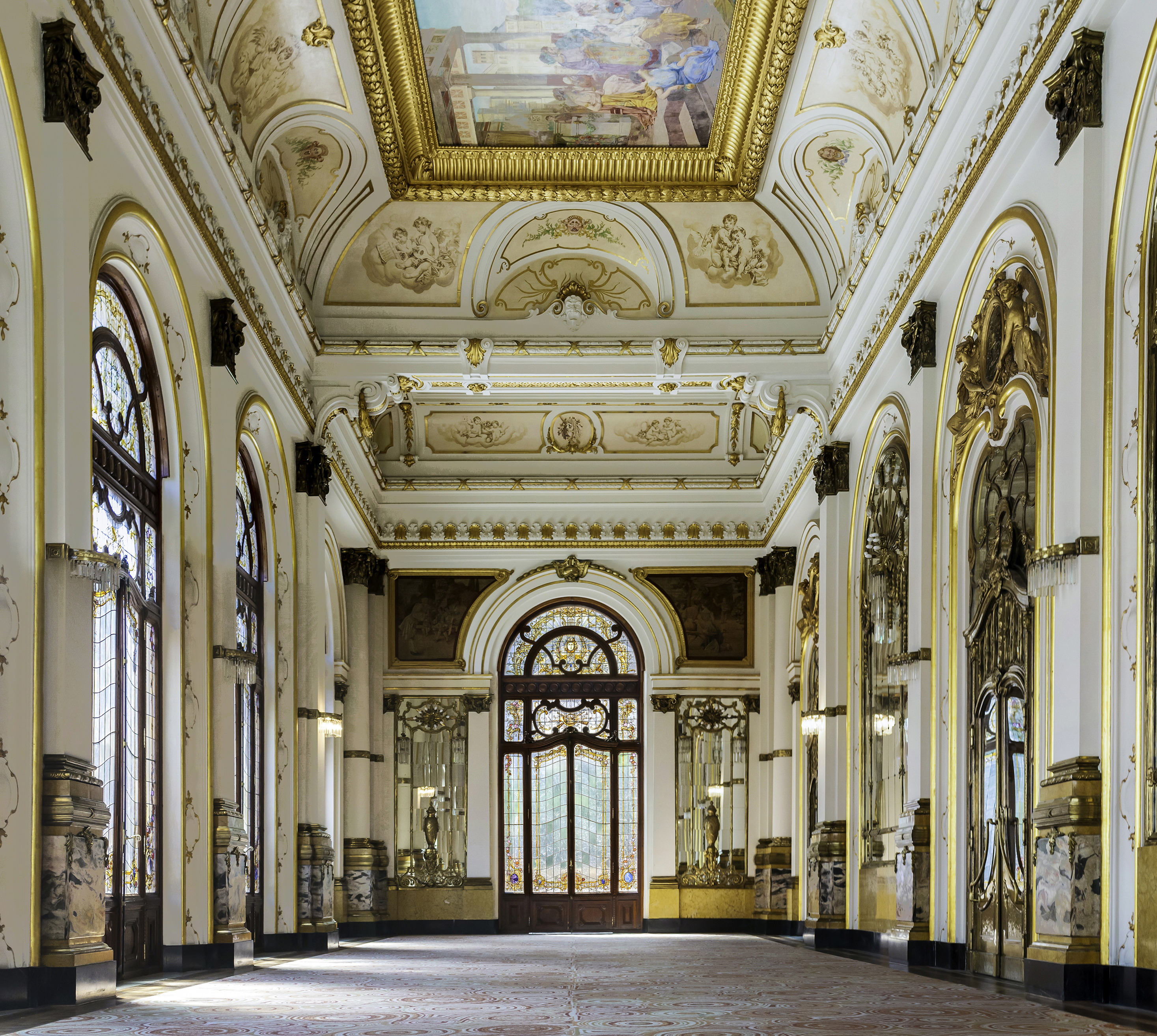
نمایی از سالن انتظار تئاتر شهرداری سائو پائولو.
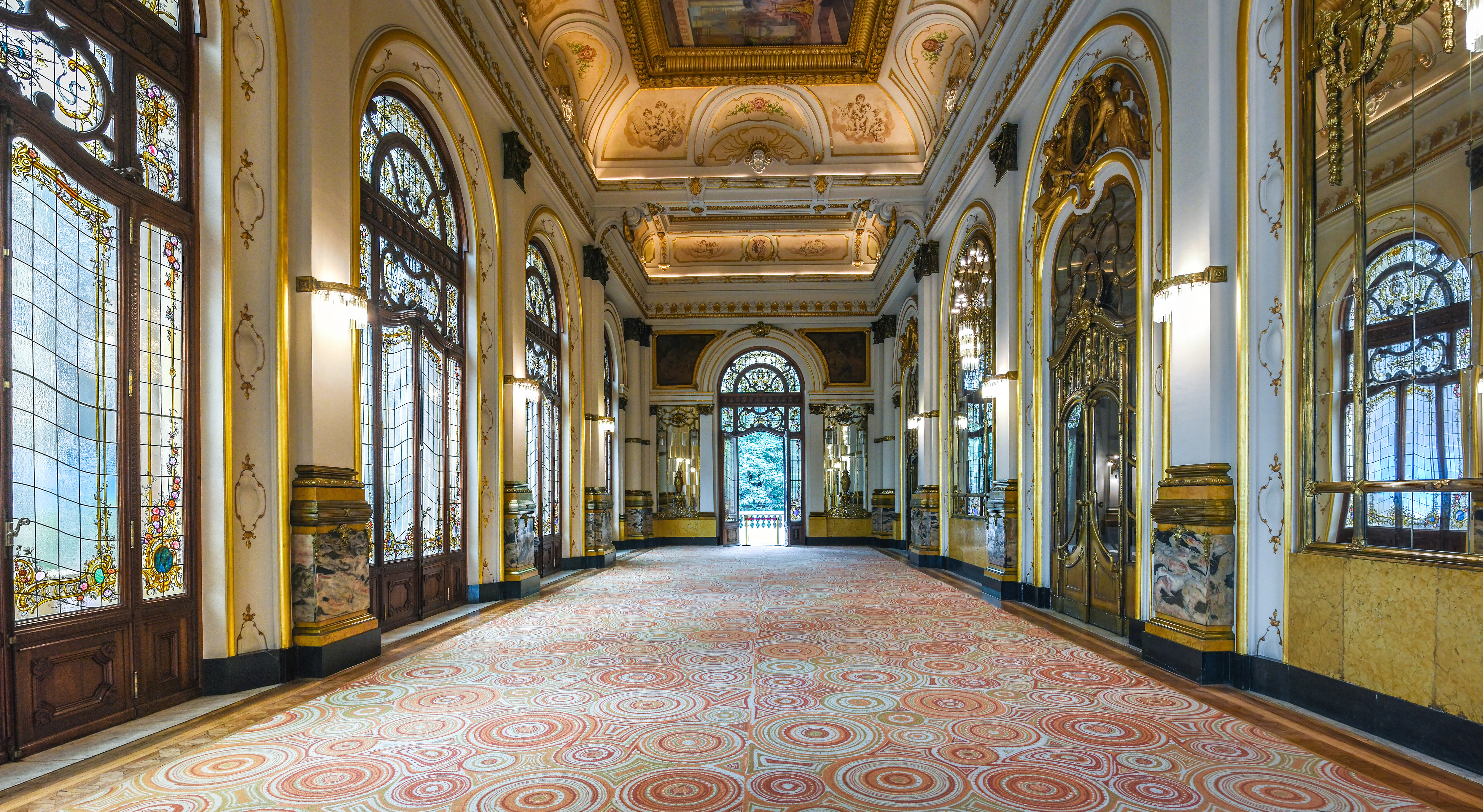
نمایی از سالن انتظار تئاتر شهرداری سائو پائولو.
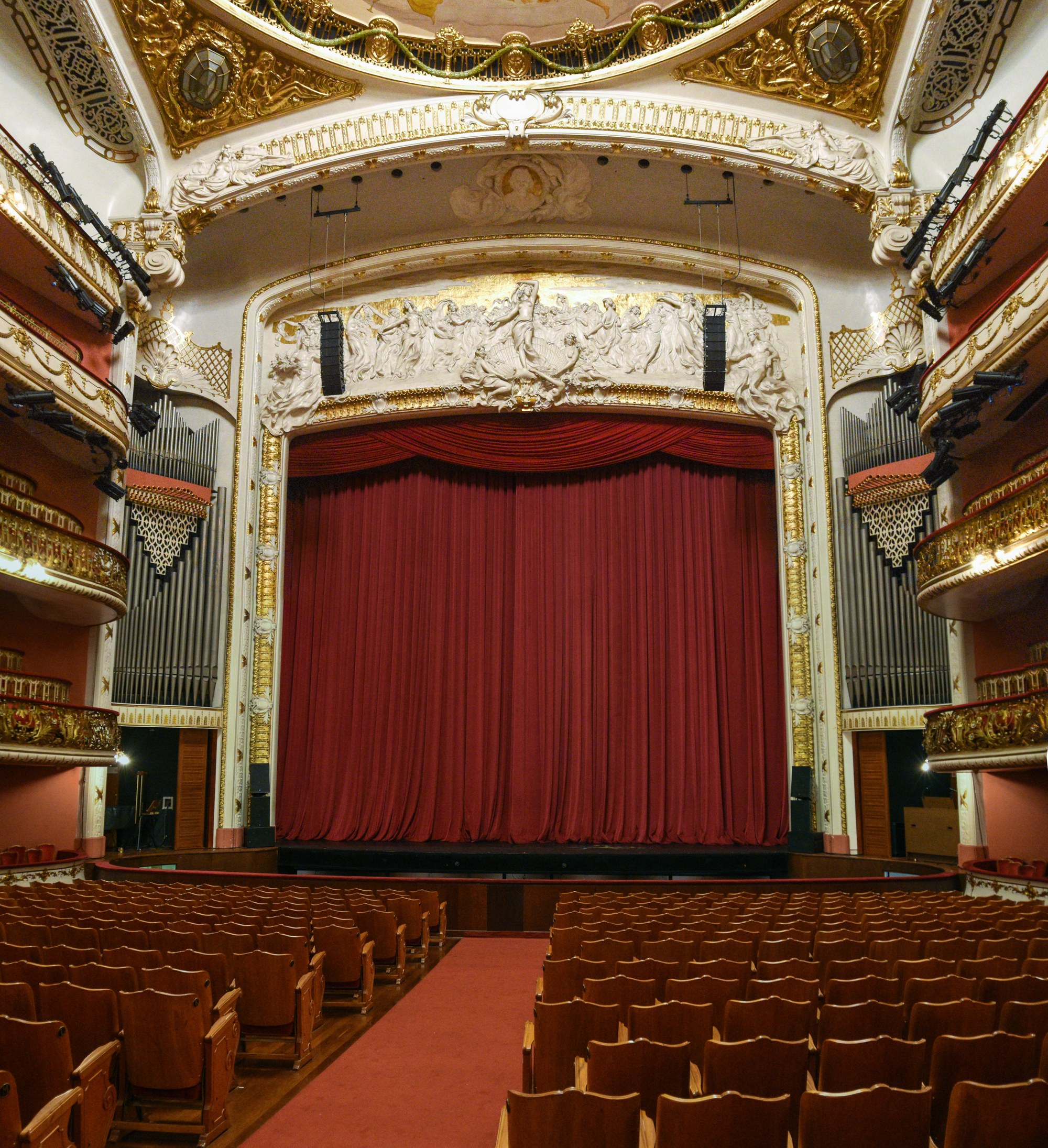
نمایی از پرده سالن اصلی
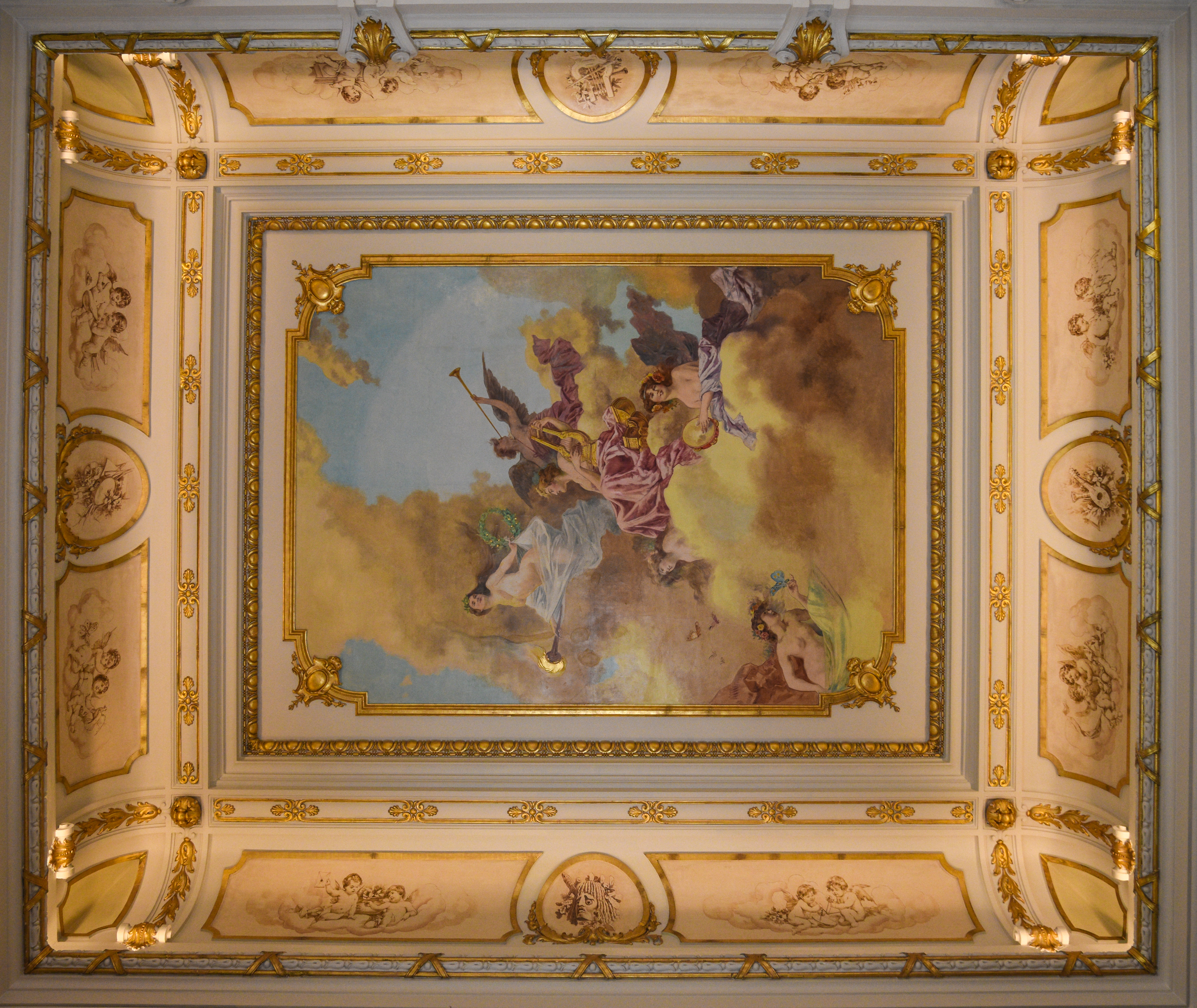
نمایی از نقاشی‌های سقف ساختمان